# Kawasaki 454 LTD

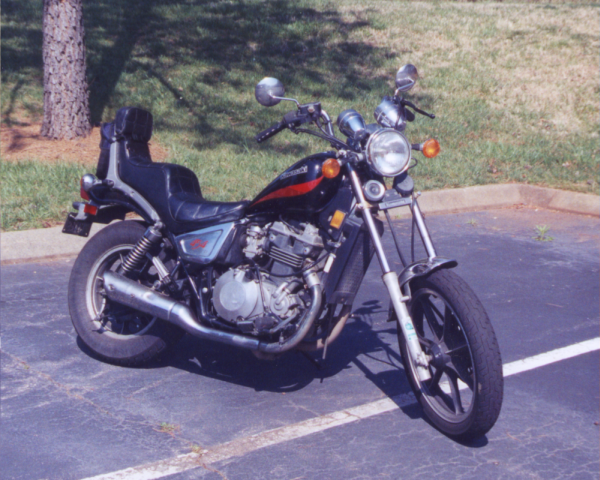
Kawasaki 454 LTD uit 1986

De Kawasaki 454 LTD (ook bekend als de EN450) is een toermotorfiets van het Japanse merk Kawasaki. Deze motor werd geproduceerd van 1985-1990. en is de voorloper van de Kawasaki Vulcan. De motor was een exacte kopie van de Kawasaki Ninja 900s, maar met twee cilinders minder. De Kawasaki 900 had een 908cc motor. Het verwijderen van 2 van de 4 cilinders, en dus het aantal cc’s gedeeld door twee (908/2 = 454), verklaart de naam. Inbegrepen was de vloeistofkoeling, de boring en slag, dubbele bovenliggende nokkenassen en vier kleppen per cilinder. Dit gaf de LTD 454 veel macht voor zijn grootte, 10.000 TPM levert zeker 50 pk. De 454 wordt beschouwd als een goede starters fiets met een lage zithoogte en een licht gewicht, alsmede een efficiënt tegenwicht aan vibraties. 
De Kawasaki 454 staat bekend om zijn hoge mate van acceleratie en reed tegen een big block Chevrolet Corvette en versloeg zowel de 0-60 MPH (0-100km p/u) én de kwart mijl (400mtr) met méér dan een seconde.
Ondanks dat de 440 zijn voorganger was in de verkoop van middelgrote motorfietsen, verschilden de twee bijna niets in het ontwerp. Echter de Kawasaki 440 had een enkele bovenliggende nokkenas en had slechts twee kleppen per cilinder, en werd luchtgekoeld, produceerde slechts 27 pk, maar de 454’s produceerden 50 pk. Beide motoren waren zeer betrouwbaar en boden relatief weinig onderhoud, maar dan wel om verschillende redenen. De 440 was gewoon een heel eenvoudige machine om te onderhouden, maar de 454 had, na verloop van tijd, een klein onderhoud nodig als gevolg van de riemaandrijving.
De Kawasaki 454 (dus toen nog geen Vulcan)werd afgeschaft ten gunste van de Kawasaki Vulcan 500 in 1990, zonder verhoging van pk’s, ondanks de grotere motorinhoud. De reden voor de overgang naar de bijna identieke vroegere Vulcan 500 was, dat de vervaardiging van de 908cc Ninja in 1990 was beëindigd en werd vervangen door de 500cc Ninja, en er dus zijn geen 908 motoren meer waren om twee cilinders te verwijderen, en om te zetten in een 454 motor. 
De Vulcan 500 is erg vergelijkbaar ontworpen naar de 454, met de basis van een Ninja tegenhanger. Maar met meer cruiser-achtige kenmerken en andere veranderingen, zoals een kettingaandrijving (in latere modellen uitgevoerd), geen toerenteller en met spaakwielen. De motor zelf werd  rechtstreeks uit de 500 Ninja genomen.
Veel van deze veranderingen vonden dus plaats in de tijd dat de Vulcan veranderde van zijn Model A vorm (vergelijkbaar met die van de 454) naar het Model C vorm.